# جمعية أهلية
الجمعيات الأهلية، ظهر مفهومها انطلاقا من مبدأ أهمية الأعمال التطوعية، الهادفة في العمل الاجتماعي، داخل الجمعيات والمؤسسات الخاصة.. فالجمعيات الأهلية، هي تلك المؤسسات ذات الوظائف المتعددة، والأهداف الثقافية، والاجتماعية المتنوعة، والتي قد تكون قومية أو محلية.
كما تساهم بشكل متميز في مجال الخدمات الاجتماعية، وتعتمد بدرجة كبيرة على المتطوعين، في وضع سياستها، وتنفيذ برامجها، وغالبًا ما تعتمد في تمويلها على هبات المتطوعين، وتعتبر الجمعيات الأهلية، من أهم المنظمات التي تهدف إلى تحقيق مستوى معيشي أفضل لسكان المجتمعات، بما تقدمه من برامج الرعاية الاجتماعية، والتنمية الشاملة.

## الخصائص والأهمية
تبرز هذه الأهمية في عدة خصائص تتسم بها هذه الجمعيات كالتالي:
- الجمعيات الأهلية تنظيمات رسمية تهتم بتقديم خدمات مباشرة أو غير مباشرة لإشباع احتياجات المجتمع وتحقيق الرفاهية الاجتماعية للمواطنين.
- تقوم الجمعيات الأهلية على الجهود التطوعية لجماعة من الأفراد المهتمين بالخدمة العامة يتولون تنظيمها وإدارتها في إطار النظام العام أو القوانين والتشريعات التي تنظم العمل الاجتماعي التطوعي.
- تعد الجمعيات الأهلية مؤسسات اجتماعية خارج السوق الاقتصادية والتنافس، لذلك فهي لا تسعى إلى الربح المادي كغرض أساسي للوجود وحصرها على توفير الخدمات التي تقابل احتياجات المواطنين.
- لكل جمعية فلسفة تستمد سياستها من النظام الأساسي لها، ولها حق تشريع اللوائح وتعديل هذه اللوائح طالما استلزم الأمر في سهولة ويسر أكثر من المؤسسات الحكومية.
- الهيكل التنظيمي للجمعيات الأهلية يبدأ من القمة ممثلة في الجمعية العمومية كأعلى سلطة ثم مجلس الإدارة واللجان المنبثقة عنه، والجهاز الإداري والفني القائم على أداء الخدمات.
- تعتمد الجمعيات الأهلية في تمويلها على ما تجمعه من تبرعات وهبات ووصايا، وعلى ما تحصل عليه من اشتراكات الأعضاء، بالإضافة إلى عوائد الخدمات التي تقوم بها، وقد تحصل على دعم من الهيئات الحكومية أو من هيئات دولية.
- تمارس هذه الجمعيات عملها في إطار السياسة الاجتماعية العامة للدولة بعيدا عن التقلبات السياسية والصراعات الطائفية، لأنها ممنوعة بحكم القانون من التدخل في الخلافات السياسية والمذهبية والطائفية.
- تنصب خدمات الجمعيات الأهلية على أعضائها من الدرجة الأولى سواء من الأسوياء أو ذوى الاحتياجات الخاصة من معاقين أو مكفوفين أو من الصم والبكم، أو من المسنين أو الأطفال المشردين أو الأيتام…….
- أسلوب العمل في هذه المؤسسات الاجتماعية يمتاز بالمرونة حيث تستطيع تعديل نظامها وقواعد العمل فيها بل وأهدافها وجهازها الإداري، فهي التي تحدد لنفسها النظم والقواعد الإدارية المالية المرنة، وبأسلوب أكثر طواعية لتناسب متطلبات أي تغير يحدث في المجتمع.
- تتمتع الجمعيات الأهلية بسلطة أوسع من حيث اختيار موظفيها وفقا حددته قوانين العمل بحيث يكونون من المتخصصين في مجال الخدمة الاجتماعية، بالإضافة إلى الاستعانة ببعض الفنيين الآخرين الذين يتطلب وجودهم نوعية الخدمات المقدمة.
- تخضع عضوية الجمعيات لشروط معينة، وفي حالة انطباقها على شخص ما، يمكن أن يصبح عضوا فيها.
- الرقابة على الجمعيات الأهلية تخضع لبعض الأجهزة المتخصصة كالاتحاد العام للجمعيات، والاتحادات الإقليمية، بالإضافة إلى رقابة الجهة الإدارية المتخصصة مثل إشراف وزارة الشئون الاجتماعية وديوان المحافظة على الناحية الإدارية، والجهاز المركزي للمحاسبات، وإشراف وزارة الصحة على المستشفيات والمراكز الطبية التابعة للجمعيات، وإشراف وزارة والتعليم على المدارس وفصول التقوية ومحو الأمية.
- توفر الجمعيات الأهلية جهد كبير ربما قد يقع على الدولة ومنها القيام بالمشروعات الاجتماعية ذات الصلة القومية الكبرى.
- الجمعيات الأهلية ضرورة لكل المجتمعات واستمرار المواطنين في تكوين الجمعيات الأهلية ظاهرة صحية في تطور حياة المجتمعات، فهي لا تحقق جانب الانتماء فقط ولكن كحق لكل مواطن في المشاركة والتخطيط لاحتياجاتهم وكذلك حقوقهم.
- تعد الجمعيات الأهلية أكثر انطلاقا في خدماتها وأكثر قدرة على التجديد والابتكار وإجراء التجارب لتطور العمل بها، وكذلك السرعة في تقديم الخدمات والتقليل قدر الإمكان من الإجراءات الإدارية الطويلة.

## الجمعيات الأهلية في مصر
- عرفت مصر العمل التطوعي منذ تاريخ طويل ناتج عن تراث تراكمي يعتمد على مفهوم "الخير"، وتضم شبكة الجمعيات الأهلية في مصر أكثر من 43000 الف جمعية تمارس أنشطة متباينة في التعليم والثقافة والأعمال الخيرية والخدمية وغيرها من مناحي الحياة.
- تُعد الجمعيات الأهلية شريك هام لا يمكن إغفاله في طريق التنمية والتقدم، لذا فقد أفسحت الدولة مجال كبير لظهورها، كما قدمت لها كل سبل الدعم المادي والحماية القانونية المتاحة لتباشر عملها بكل حرية.

- تلعب الجمعيات الأهلية دور وسيط بين الفرد والدولة فهي كفيلة بالارتقاء بشخصية الفرد عن طريق نشر المعرفة والوعي وثقافة الديمقراطية، وتعبئة الجهود الفردية والجماعية لمزيد من التنمية الاجتماعية والاقتصادية والتأثير في السياسات العامة وتعميق مفهوم التضامن الاجتماعي.
- تعود بدايات ظهور المنظمات الأهلية في مصر إلى القرن التاسع عشر، حيث نشأت أول جمعية أهلية في مصر عام 1821 باسم الجمعية اليونانية بالإسكندرية.. وبعدها توالي تأسيس الجمعيات. فهناك جمعيات ذات طابع ثقافي مثل جمعية مصر للبحث في تاريخ الحضارة المصرية عام 1859، وجمعية المعارف عام 1868 والجمعية الجغرافية عام 1875، وهناك جمعيات ذات طابع ديني مثل الجمعية الخيرية الإسلامية عام 1878 وجمعية المساعي الخيرية القبطية عام 1881.
- ازدهرت الجمعيات الأهلية في مصر وزاد عددها مع اعتراف دستور 1923 في مادته رقم (30) بحق المصريين في التجمع وتكوين جمعيات، حيث زاد عددها من 159 جمعية في الفترة ما بين عامي 1900 و1924 إلى 633 جمعية في الفترة ما بين 1925 و1944.
- منذ منتصف السبعينيات بدأت حركة انتعاش جديدة في المجتمع المدني عموماً والجمعيات الأهلية خصوصاً، حيث بلغ عددها حالياً ما يقارب 16.800 ألف جمعية وتضم نحو 3 ملايين عضواً تعمل في مختلف المجالات الاجتماعية.